# Diplomatisches Protokoll
Das diplomatische Protokoll ist eine Ansammlung verschiedener Vorschriften, welche den Ablauf und die Präsentation von staatlichen Zeremonien regeln. Hierzu zählen beispielsweise der Ablauf von Staatsbesuchen sowie die dabei geltende Kleider- sowie Sitzordnung. Es ist ein zentraler Bestandteil von zwischenstaatlichen Interaktionen und wird zumeist unter Bemühung aller beteiligten Parteien umgesetzt, sodass ein reibungsloser Ablauf der Veranstaltung gewährleistet werden kann.
In der Diplomatie existieren solche Vorschriften mit dem Ziel, mögliche Missverständnisse zu vermeiden, welche den geordneten Ablauf einer politischen Veranstaltung stören könnten. Darüber hinaus sollen die möglichst einheitlichen Regularien dafür sorgen, dass sich die teilnehmenden Personen durch den klaren Rahmen an Vorschriften besser auf das Thema der Veranstaltung konzentrieren können, es wird also im Allgemeinen für ein besseres Arbeitsklima gesorgt. Kleinere Verfehlungen werden meist durch eine formelle Entschuldigung des Gastgebers (beispielsweise Staatsoberhaupt) beglichen. In einigen Fällen kann es zu einem diplomatischen Zwischenfall kommen, bei welchen sich eine verhältnismäßig kleine Verfehlung zu einem größeren Konflikt entwickeln kann. Einige wenige Fälle können als Anlass für eine militärische Auseinandersetzung zwischen Staaten oder Gruppierungen benutzt werden (z. B. Emser Depesche oder  Attentat von Sarajevo), was jedoch in der jüngeren Vergangenheit wesentlich seltener geworden ist.
Die Kanzleien und Ämter der Staatsoberhäupter und Regierungschefs, sowie die Außenministerien der meisten Länder haben eigene Protokollabteilungen, die sich ausschließlich mit dem diplomatischen Protokoll und der protokollarischen Rangordnung (Vortritt oder Präzedenz) befassen. Auch die Staatskanzleien der deutschen Bundesländer unterhalten Protokollabteilungen.